# Pobierowo
Pobierowo is een dorp in de Poolse woiwodschap West-Pommeren. De plaats maakt deel uit van de gemeente Rewal en telt 780 inwoners.